# Tiếng Ireland cổ
Tiếng Ireland cổ (Goídelc; tiếng Ireland: Sean-Ghaeilge; tiếng Gael Scotland: Seann Ghàidhlig; tiếng Man: Shenn Yernish; có lúc gọi là tiếng Gael cổ) là dạng ngôn ngữ Goidel cổ nhất có khối văn liệu đáng kể. Nó tồn tại từ k. 600 đến k. 900. Văn liệu đương thời hầu hết có niên đại k. 700–850; đến năm 900 ngôn ngữ này đã trở thành thành tiếng Ireland trung đại. Một số văn bản tiếng Ireland cổ có niên đại từ thế kỷ X được cho là bản sao của văn bản sáng tác từ trước. Tiếng Ireland cổ do vậy là tiền thân của tiếng Ireland hiện đại, tiếng Man, tiếng Gael Scotland.
Tiếng Ireland nổi bật vì có hệ thống hình thái và tha hình đặc biệt phức tạp (thân từ và hậu tố biến đổi một cách gần như không thể đoán trước) cùng hệ thống âm vị tương đối phức tạp, gắn liền với sự biến đổi phụ âm đầu từ mang nặng ý nghĩa ngữ pháp. Có vẻ, những đặc điểm trên vắng mặt trong tiếng Ireland nguyên thủy (dù sự biến đổi phụ âm đầu chưa mang ý nghĩa ngữ pháp có lẽ đã hiện diện từ lâu trước đó). Phần lớn hệ thống tha hình phức tạp dần mất đi, song hệ thống âm vị vẫn được lưu giữ khá nguyên vẹn trong các ngôn ngữ hiện đại.
Ngành nghiên cứu tiếng Ireland cổ đương đại vẫn chịu sự ảnh hưởng lớn của một số nhỏ học giả hoạt động vào cuối thế kỷ XIX đến đầu thế kỷ XX như Rudolf Thurneysen (1857–1940) và Osborn Bergin (1873–1950).